# 鸡支持桑德斯上校
鸡支持桑德斯上校（英語：Chickens for Colonel Sanders）或鸡支持肯德基（英語：Chickens for KFC）是一种政治修辞类比，用来讽刺某些人支持与自身利益或立场背道而驰的政客、组织或意识形态，如同鸡支持宰杀它们的肯德基。

## 用途
“鸡支持桑德斯上校”这一说法曾被多位政界人士在不同场合引用。例如在1978年加拿大政治家史蒂文·W·兰登在竞选渥太华中心选区联邦议员时，将该选区支持进步保守党比作“鸡支持桑德斯上校”。2016年，美国明尼苏达州民主党众议员凯斯·埃里森则用这一说法讽刺穆斯林支持唐纳德·特朗普。评论员托马斯·弗兰克亦指出，该说法曾被美国21世纪草根保守派广泛采用。
“鸡支持肯德基”这一说法，近期常用于讽刺LGBT群体在以巴冲突中支持对同性恋持排斥态度的巴勒斯坦。以色列总理内塔尼亚胡在2024年美国国会演讲中亦有引用，用以调侃“同性恋挺加沙”的口号。